# Arvali

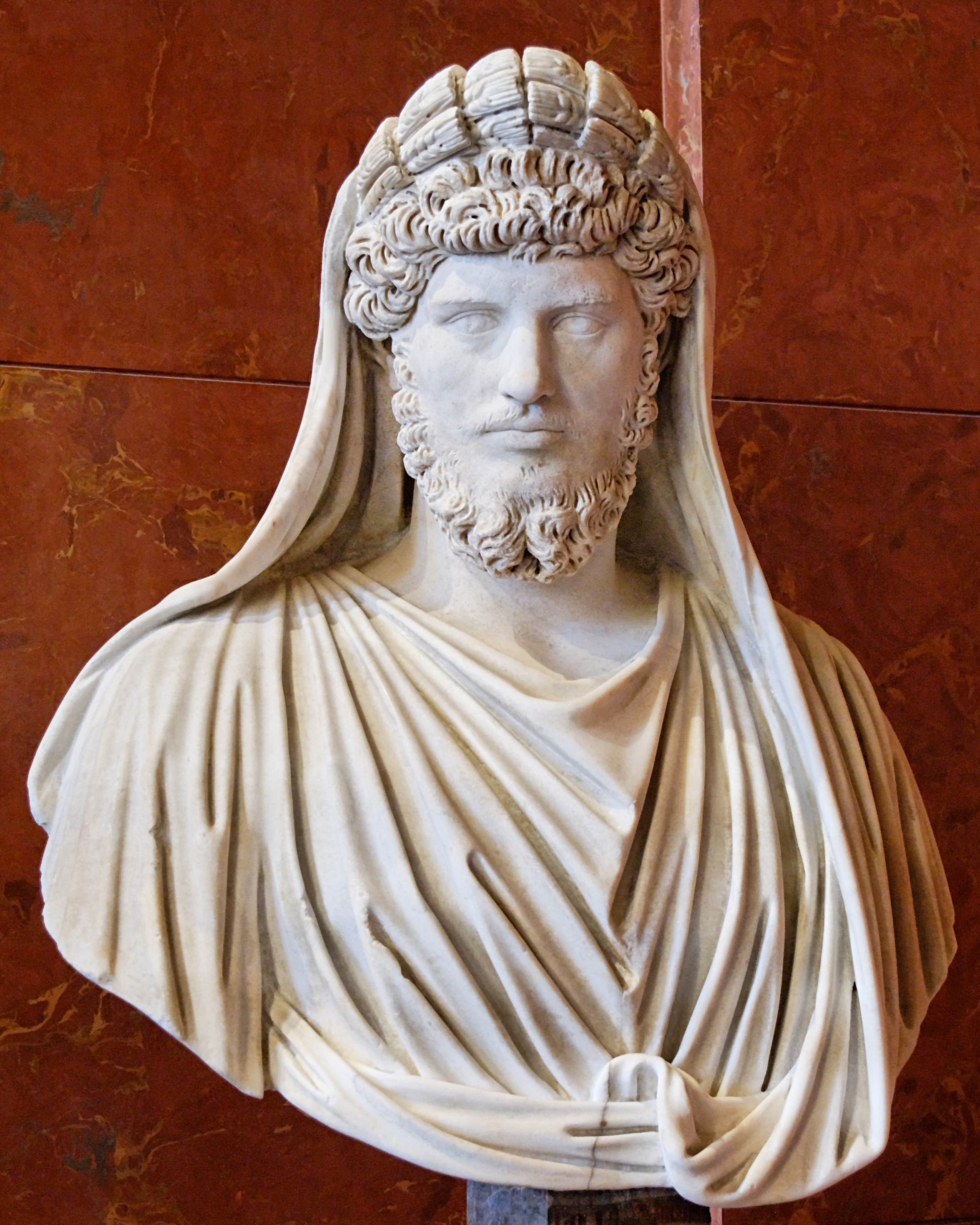
Ritratto di Lucio Vero come Arvale (ca. 160 d.C.)

Gli Arvali (in latino (Frātrēs) Arvālēs, o "(Fratelli) Arvàli") erano un antichissimo collegio sacerdotale romano formato di dodici membri scelti a vita tra gli esponenti delle famiglie patrizie.
L'etimologia del termine deriva da arvum o aruum, "terra lavorata" (la radice ar- è la medesima dei termini "arare" ed "aratro").
I sacerdoti si dedicavano al culto della dea Dia, una divinità arcaica romana, più tardi identificata con Cerere, e di Marmar o Mavors, identificato più tardi con Marte, che proteggevano la terra e le messi.
Queste divinità venivano invocate nelle processioni, dette Ambarvalia, che si svolgevano in primavera per invocare la protezione degli dèi Lari sui campi.

## Storia
Secondo la leggenda, il collegio degli Arvali era stato istituito dallo stesso Romolo, fondatore di Roma, e ne facevano parte i dodici figli del pastore Faustolo, colui che aveva raccolto e allevato i due gemelli nel mito di fondazione della città. Per questo motivo i sacerdoti avevano l'epiteto di fratres, o "fratelli".

Questa leggenda è citata anche da Plinio il Vecchio nella sua Naturalis historia: 
(Plinio il vecchio.)
Nella medesima opera Plinio riferisce che le insegne di quel sacerdozio erano costituite, fin dalle origini, da una grande ghirlanda di spighe e da bende bianche.
La grande antichità del collegio è testimoniata dal carattere fortemente arcaico della lingua di un carme che essi cantavano durante la cerimonia (Carmen Fratrum Arvalium) scritto in versi saturnii, che costituisce uno dei testi più antichi della lingua latina. Il carattere arcaico di questo testo si mantenne anche in epoche più tarde, in quanto i Romani ritenevano che ogni cambiamento nei particolari di un rito religioso ne avrebbe diminuito l'efficacia: ce ne sono giunti diversi frammenti, conservati attraverso iscrizioni e citazioni successive.
Ci sono inoltre pervenuti, vari frammenti degli "Acta Arvalium", nei quali venivano annotati e registrati i principali eventi che riguardavano la città. Tra i riti ci è pervenuta la formula di una cerimonia, incisa su marmo, degli Acta:
I membri del collegio sacerdotale rimanevano in carica a vita ed erano in numero fisso di dodici. Alla morte di uno di essi gli altri sacerdoti nominavano chi lo avrebbe sostituito.
Dopo che il calendario venne modificato da Numa Pompilio, il numero degli Arvali rappresentò simbolicamente i dodici mesi dell'anno.
Il Tempio degli Arvali e il loro Collegio si trovavano nel punto di incrocio delle attuali vie della Magliana e del Trullo.
Nella seconda metà del mese di maggio, poco prima dello spuntare delle messi, compivano un'antichissima cerimonia di purificazione dei campi che durava tre giorni. Questa cerimonia pubblica, detta Ambarvalia, consisteva nel percorrere a passo di danza il perimetro degli arva, le terre coltivate della città, al fine di renderli immuni sia da nemici esterni sia da potenze malevole che provocano malattie.
Si autodefinivano "figli della madre terra", e nel loro ufficio, oltre che alla dea Cerere, essi compivano sacrifici anche per il dio Bacco, per ingraziarselo nella speranza di una buona produzione delle viti. I sacrifici si compivano principalmente con l'offerta dei prodotti della terra che venivano bruciati o sparsi al vento nei campi o imbevendo la terra dei loro succhi.
Nel 493 a.C., i Romani costruirono un grande tempio dedicato alla dea Cerere, all'interno del quale i sacerdoti Arvali celebravano i loro riti e le loro funzioni, coltivando il culto della dea.
Alla fine della Repubblica il collegio fu riorganizzato da Augusto e da allora l'imperatore ne fece parte di diritto, tanto che talora il numero dei fratres superò i 12. Gli atti del collegio dei Fratelli Arvali ('Acta Collegii fratrum Arvalium') divennero un'importante fonte documentale sul piano giuridico e istituzionale.
Il collegio rimase in vita fino all'avvento definitivo del Cristianesimo (IV secolo d.C.).
Il bosco e il tempio di età augustea alla dea Dia, entrambi curati dagli Arvali, si trovavano nell'attuale Suburbio Portuense. Per questo motivo, una via odierna dell'area è chiamata "via del Bosco degli arvali" e il Municipio Roma XI è anche detto "Arvalia".